# Shake Your Bon-Bon
Albums de Ricky Martin
She's All I Ever Had
(1999) Private Emotion
(2000)
Clip vidéo
[vidéo] « Shake Your Bon-Bon », sur YouTube
Shake Your Bon-Bon est une chanson du chanteur portoricain Ricky Martin extraite de son cinquième album studio, Ricky Martin, paru en mai 1999.
À la fin de 1999, la chanson a également été publiée en single. C'était le troisième single de cet album.
Au Royaume-Uni, le single avec cette chanson a débuté à la 12e place du hit-parade des singles (pour la semaine du 14 au 20 novembre 1999).
La chanson a aussi atteint la 6e place en Finlande, la 10e place en Nouvelle-Zélande, la 11e place en Espagne, la 27e place en Australie et la 45e place aux Pays-Bas.